# Casa fuori dal comune
Casa fuori dal comune (Hidden Potential) è un docu-reality statunitense, andato in onda dal 2017 al 2020 su HGTV e trasmesso in Italia dalla versione italiana della rete.

## Format
La trasmissione segue l'attività di Jasmine Roth nelle ristrutturazioni di abitazioni, nei sobborghi della California. In ogni episodio, la costruttrice e designer trasforma le case standard edificate da imprese edili in dimore da sogno personalizzate.

## Episodi
| Edizione         | Episodi | Prima TV USA | Prima TV Italia |
| ---------------- | ------- | ------------ | --------------- |
| Prima edizione   | 14      | 2017-2018    | 2021            |
| Seconda stagione | 17      | 2019         | 2021            |
| Terza edizione   | 10      | 2020         | Inedita         |

### Stagione 1
| nº | Titolo                   | Prima TV USA | Prima TV Italia |
| -- | ------------------------ | ------------ | --------------- |
| 1  | È la mia casa?           | 2017         | 2021            |
| 2  | Tutto in famiglia        | 2018         | 2021            |
| 3  | Troppo avventati         | 2018         | 2021            |
| 4  | Lettere                  | 2018         | 2021            |
| 5  | Compriamo casa           | 2018         | 2021            |
| 6  | Estetica unica           | 2018         | 2021            |
| 7  | Ohana significa famiglia | 2018         | 2021            |
| 8  | Cuore grande             | 2018         | 2021            |
| 9  | Capolavoro               | 2018         | 2021            |
| 10 | La famiglia cresce       | 2018         | 2021            |
| 11 | Finalmente a casa        | 2018         | 2021            |
| 12 | California               | 2018         | 2021            |
| 13 | Una casa con una storia  | 2018         | 2021            |
| 14 | Il pisolino              | 2018         | 2021            |

### Stagione 2
| nº | Titolo                        | Prima TV USA | Prima TV Italia |
| -- | ----------------------------- | ------------ | --------------- |
| 1  | Casa di famiglia              | 2019         | 2021            |
| 2  | Abitazione da favola          | 2019         | 2021            |
| 3  | Casa delle donne              | 2019         | 2021            |
| 4  | Casa dallo stile californiano | 2019         | 2021            |
| 5  | Casa sull'albero              | 2019         | 2021            |
| 6  | L'isola                       | 2019         | 2021            |
| 7  | —                             | 2019         | 2021            |
| 8  | —                             | 2019         | 2021            |
| 9  | Il palazzo                    | 2019         | 2021            |
| 10 | La casa dei miei sogni        | 2019         | 2021            |
| 11 | Il bungalow                   | 2019         | 2021            |
| 12 | Spazi aperti                  | 2019         | 2021            |
| 13 | Niente stile                  | 2019         | 2021            |
| 14 | In cerca di aiuto             | 2019         | 2021            |
| 15 | La casa più carina            | 2019         | 2021            |
| 16 | Al Sole                       | 2019         | 2021            |
| 17 | La nostra casa                | 2019         | 2021            |